# Dongle

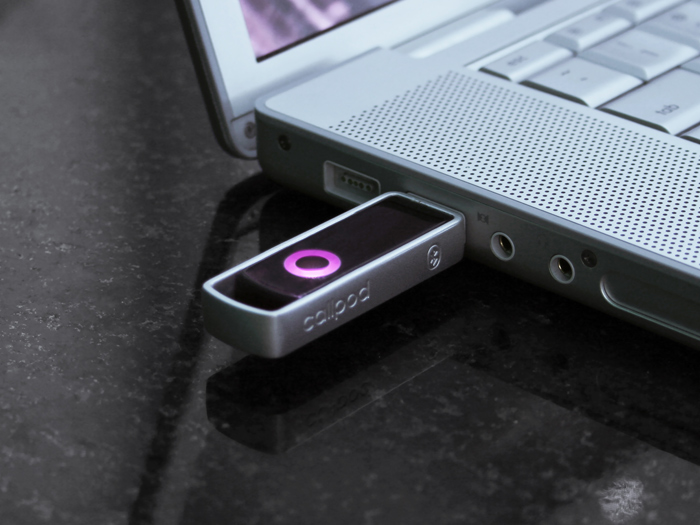
Một dongle Bluetooth

Dongle là một phần nhỏ của phần cứng máy tính kết nối với cổng trên một thiết bị khác để cung cấp cho nó chức năng bổ sung hoặc cho phép truyền qua thiết bị đó có thêm chức năng.
Trong điện toán, thuật ngữ ban đầu đồng nghĩa với các dongle bảo vệ phần mềm một dạng phần cứng quản lý quyền kỹ thuật số trong đó một phần của phần mềm sẽ chỉ hoạt động nếu một dongle được chỉ định mà thường chứa khóa giấy phép hoặc một số cơ chế bảo vệ mật mã khác, được cắm vào máy tính khi máy đang chạy.
Thuật ngữ này đã được áp dụng cho các dạng thiết bị khác có yếu tố hình thức tương tự, chẳng hạn như bộ điều hợp chuyển đổi cổng để xử lý các loại đầu nối khác nhau (như DVI thành VGA cho màn hình, [[USB] ] thành kết nối nối tiếp và trong điện toán hiện đại, USB-C với các loại cổng khác và Liên kết độ nét cao di động), USB bộ điều hợp không dây cho các tiêu chuẩn như Bluetooth và Wi-Fi (thuật ngữ "stick" hoặc "key" thường được sử dụng để mô tả USB flash drive, cũng như các dạng dongle hiện đại với các yếu tố hình dạng mỏng hơn gần giống với ổ flash) và các yếu tố hình thức nhỏ media media player cắm vào Cổng HDMI.